# Буравчиков В'ячеслав Володимирович
В'ячеслав Володимирович Буравчиков (рос. Вячеслав Владимирович Буравчиков; 22 травня 1987, м. Москва, Росія) — російський хокеїст, захисник. Виступає за ЦСКА (Москва) у Континентальній хокейній лізі.
Вихованець хокейної школи «Крила Рад» (Москва). Виступав за «Крила Рад» (Москва), «Хімік» (Митищі), «Ак Барс» (Казань).
У складі молодіжної збірної Росії учасник чемпіонатів світу 2006 і 2007. У складі юніорської збірної Росії учасник чемпіонату світу 2005.
Досягнення
- Володар Кубка Гагаріна (2009, 2010)
- Срібний призер чемпіонату Росії (2007)
- Володар Континентального кубка (2008)
- Срібний призер молодіжного чемпіонату світу (2006, 2007).